# Menelaos z Aleksandrii

Twierdzenie Menelaosa

Trójkąt sferyczny

Menelaos z Aleksandrii (stgr. Μενέλαος ὁ Αλεξανδρεύς, Menelaos Aleksandreus; ur. ok. 70, zm. ok. 140) – grecki astronom i matematyk. Autor antycznego traktatu z dziedziny geometrii sferycznej.

## Życiorys
Menelaosa opisał współczesny mu historyk Plutarch w dialogu O obliczu widniejącym na tarczy Księżyca.
Klaudiusz Ptolemeusz w Almageście wspomniał o jego dwóch obserwacjach astronomicznych zanotowanych w Rzymie w pierwszym roku rządów cesarza Trajana. Pappus i Proklos nazywali go jednak Aleksandryjczkiem, dlatego też przyjmuje się, że urodził się i wychował w Aleksandrii, a później przeniósł do Rzymu. Niestety to wszystko co wiemy o jego życiu.

## Sphaerica
Jedyna z zachowanych prac Menelaosa to Sphaerica, która dotrwała do naszych czasów dzięki arabskiemu tłumaczeniu. Jest to traktat składający się z trzech ksiąg:
- w Księdze I przedstawiona została definicja trójkąta sferycznego[10].
- Księga II to próba zaadaptowania geometrii sferycznej do potrzeb astronomii[c].
- Księga III traktuje o wykorzystaniu tzw. twierdzenia Menelaosa w trygonometrii sferycznej. Dla geometrii płaskiej zasada współliniowości punktów na bokach trójkąta znana była jeszcze przed Menelaosem[8].

Tytuły pozostałych prac znamy z przekazów arabskiego uczonego Sabita ibn Kurry, jednakże Elementy geometrii, O trójkątach i O wadze i rozpadzie różnych ciał nie zachowały się do naszych czasów.